# Charles Tracey

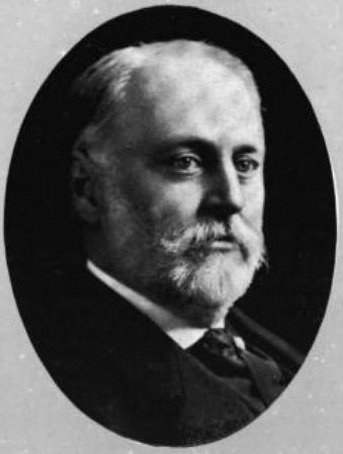
Charles Tracey

Charles Tracey (* 27. Mai 1847 in Albany, New York; † 24. März 1905 in Watkins Glen, New York) war ein US-amerikanischer Politiker. Zwischen 1887 und 1895 vertrat er den Bundesstaat New York im US-Repräsentantenhaus.

## Werdegang
Charles Tracey wurde während des Mexikanisch-Amerikanischen Krieges in Albany geboren. Er erhielt seinen Schulabschluss 1866 an der The Albany Academy. Zwischen 1867 und 1870 diente er in Papal Zouaves in Rom. Er wurde am 1. Januar 1877 zum Aide-de-camp von Gouverneur Samuel J. Tilden ernannt. Gouverneur Grover Cleveland ernannte ihn zum Leiter des House of Refuge in Hudson und wurde durch Gouverneur David B. Hill 1886 im Amt bestätigt. Tracey ging der Alkoholherstellung nach. Politisch gehörte er der Demokratischen Partei an.
Er wurde 1887 in einer Nachwahl für den 50. Kongress im 19. Wahlbezirk von New York in das US-Repräsentantenhaus in Washington, D.C. gewählt, um dort die Vakanz zu füllen, die durch den Tod von Nicholas T. Kane entstanden war. Bei den folgenden Kongresswahlen des Jahres 1888 für den 51. Kongress wurde er in das US-Repräsentantenhaus gewählt. Er wurde einmal wiedergewählt. Dann kandidierte er im 20. Wahlbezirk von New York für den 52. Kongress. Nach einer erfolgreichen Wahl trat er am 4. März 1893 die Nachfolge von John Sanford an. Bei seiner erneuten Wiederwahlkandidatur im Jahr 1894 erlitt er eine Niederlage und schied nach dem 3. März 1895 aus dem Kongress aus.
Nach seiner Zeit im Kongress nahm er seine Geschäftsaktivitäten in Albany und Rochester wieder auf. Er verstarb am 24. März 1905 in Watkins Glen im Schuyler County und wurde auf dem St. Agnes Cemetery in Albany beigesetzt.